# マッコーリー大学
マッコーリー大学（マッコーリーだいがく、英語: Macquarie University）は、オーストラリア連邦シドニーの北東部郊外、ノースライドに位置する公立大学。地域の大きなショッピングセンターであるマッコーリー・センター、さらにオーストラリアの「シリコンバレー」とも呼ばれるマッコーリー・リサーチパークに隣接する。学生数は30000人以上で、うち大学院生が10000人程在籍する、オーストラリア有数の大学院重点化大学である。
「オーストラリアの革新的大学」のニックネーム通り、1960年代以降に設立された大学群のトップランナーとして、Group of Eightに象徴される国内の伝統的大規模大学と対抗してきた。伝統校と互角に渡り合うのみならず、世界的にも高い評価を得ており、たとえば2005年の英国タイムズ紙の世界大学ランキングにおいては、全世界で67位、欧州と北米をのぞく地域で18位にランクされた。さらに同年のタイムズ紙では、社会科学の分野で世界の46位に、人文科学の分野で世界の36位に、それぞれランキングしている。また、マッコーリー経営大学院（MBA）はニューサウスウェールズ州で最古の歴史を誇り、各種国際ランキングでアジア太平洋地域でトップ、オーストラリア国内で1位（2016年）、世界でもベスト50位代（2016年）と世界的にも極めて高い評価を受けている。言語学も有名で、オーストラリア国内最大規模の言語学部を誇り、英語教授法、通訳・翻訳などの分野において先導的地位を占める。また、マッコーリー大学から生まれたマッコーリー辞書は、世界で初めての本格的なオーストラリア英英辞典であり、オーストラリア国内で最もよく用いられる権威ある辞書となっている。
理系では、アメリカの科学情報研究所は、マッコーリー大学をエンジニアリング、テクノロジー、化学の分野で、リサーチインパクトにおいてオーストラリア国内でトップにランキングしている。
大学のユニークな研究所としては、オーストラリア唯一で世界の4つのうちの一つであるNASA付属の宇宙生物学研究所、オーストラリア初のエジプト学研究所などがある。
前・学長（Vice-Chancellor）のDi Yerburyは、オーストラリア大学史上初の女性の学長であった。

## 歴史
1960年代のシドニーの急速な拡大とともに、ニューサウスウェールズ大学及びシドニー大学に加えて三校目の高等教育機関の必要性が生じた。建設地がノースライドに決まり、多くの議論の末にニューサウスウェールズ植民地の初期の重要な総督ラクラン・マッコーリー{1810 - 1821年在職) に因んで名前が付けられた。1964年、連邦政府による、"マッコーリー大学議定書" の通過とともに設立され、1967年に学生に開かれた。
マッコーリー経営大学院は1969年に設立された。
1990年に "高等教育（合同）議定書1989" により、Sydney College of Advanced Education の初期児童期研究機関を吸収した。

## 日本との関係
- 立命館大学国際関係学部との間で「共同学位協定」を締結し、2009年より両校の間で"Dual Degree Program"が開始される予定。

## 学部/研究所

### Faculty of Arts
- Centre for Policing, Intelligence and Counter Terrorism
- Department of Ancient History
- Department of Anthropology
- Department of English
- Department of Indigenous Studies – Warawara
- Department of International Studies
- Department of Media, Music, and Cultural Studies
- Department of Modern History, Politics and International Relations
- Department of Philosophy
- Department of Sociology
- Macquarie Law School

### Faculty of Business and Economics
- Applied Finance Centre
- Department of Accounting and Coporate Governance
- Department of Applied Finance and Actuarial Studies
- Department of Business
- Department of Business Law
- Department of Economics
- Macquarie Graduate School of Management

### Faculty of Human Sciences
- Australian School of Advanced Medicine
- Department of Education
- Department of Linguistics
- Department of Psychology
- Institute of Early Childhood
- Institute of Human Cognition and Brain Science

### Faculty of Science
- Department of Biological Sciences
- Department of Brain Behaviour and Evolution
- Department of Chemistry and Biomolecular Sciences
- Department of Chiropractic
- Department of Computing
- Department of Earth and Planetary Sciences
- Department of Environment and Geography
- Department of Mathematics
- Department of Physics and Engineering
- Department of Statistics
- Graduate School of the Environment

## ランキング
| 出版                   | 平均 | 2004 | 2005 | 2006 | 2007 | 2008 | 2009 |
| ---------------------- | ---- | ---- | ---- | ---- | ---- | ---- | ---- |
| Times Higher Education | 126  | 68   | 67   | 82   | 168  | 182  | 189  |